# Давидка (миномёт)

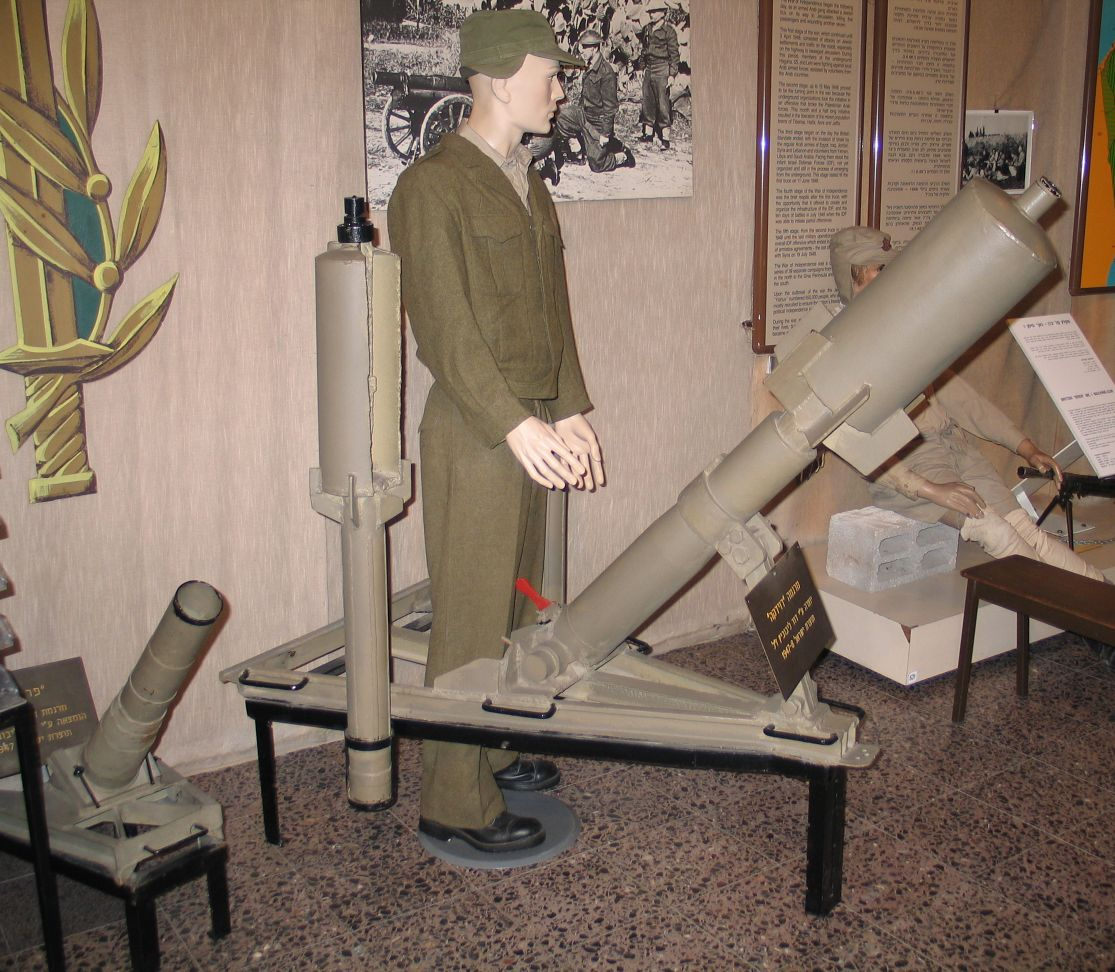
Миномёт на экспозиции в музее

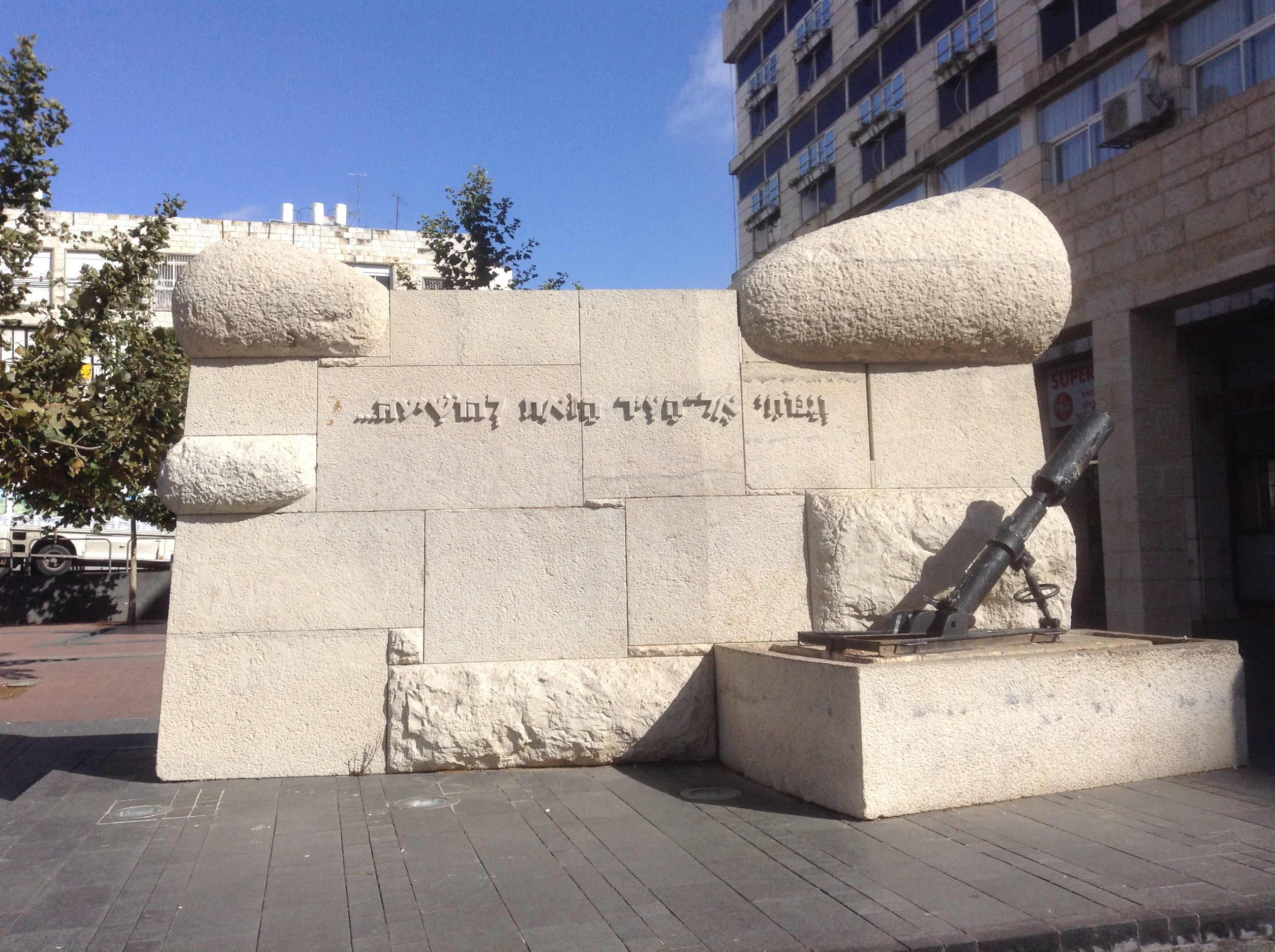
Мемориал Давидка на площади Давидка в Иерусалиме

Миномёт Давидка (Davidka) — изготовленный кустарно миномёт времён Арабо-израильской войны (1947—1949). Это был первый миномёт, разработанный и выпускавшийся в Израиле, его конструктором был Давид Лейбович. Состоял из гладкоствольной трубы с навинтным казёнником, опорной плиты и опоры.
Этому миномёту популярный израильский певец Давид Эшет посвятил песню на идиш «Давидка» («Давидкелэ»).

## ТТХ
- Калибр миномёта — 3 дюйма (76,2 мм), он заряжался надкалиберным снарядом весом до 40 килограммов.